# Велика глад (1315—1317)
Велика глад (1315—1317) (или све до 1322) је била прва од серије великих криза, које су погодиле Европу почетком 14. века. Милиони су били жртве глади у једном дужем периоду и тиме је завршен ранији период раста и просперитета од 11. до 13. века. Започело је са лошим временским приликама 1315, а жетва и род су подбацили и 1316. све до лета 1317. године. Европа се није опоравила до 1322. године. Тај период је обележен јаким криминалом, болестима, масовним смртима, убиствима и напуштањима деце и канибализмом. Да би се спасили убијали су стоку, која је служила за вучење плугова. Јели су семење, које је требало да посеје. Напуштали су децу, да би се сами прехранили. Старији су добровољно одбијали храну, да би млађи преживели. Те невоље су имале велике друштвене последице и по цркву, државу и друштво.

## Увод
Глад у средњем веку је значила да су људи масовно умирали од глади. Глади су се периодично појављивале у 14. веку и то 1304, 1305, 1310, 1315—1317 (Велика глад), 1330—1334, 1349—1351, 1358—1360, 1371,1374—1375 и 1390. године. Већина људи никад није имала довољно хране за јело, а живот им је био релативно кратак и суров. Према службеним британским подацима просечни животни век 1276. је био 35 година. Од 1301. до 1325. просечни животни век је био 29,84 година, а за време Црне смрти (1348—1375) животни век је био само 17,33 године.
Велика глад је била ограничена на северну Европу, од Русије на истоку до Ирске на западу и од Скандинавије на северу до Алпи и Пиринеја на југу.
За време средњовековног топлог периода (тј. пре 1350) становништво Европе се много пута увећало, тако да тај ниво на неким местима није достигнут све до 19. века. Поједини делови Француске су данас мање настањени него у 14. веку. Међутим принос пшенице је опао од 1280, тј. број добијених зрна у односу на број посађених зрна. Цене хране су отада стално расле. У добрим годинама омер добијених и посађених зрна био је 7:1, а у лошим годинама 2:1. Данас је омер 200:1.
Поред свега тога наступило је катастрофално лоше време током средњовековног топлог периода и то се поклапа са раздобљем велике глади. Између 1310. и 1330, северна Европа је имала најгори период лошег времена у средњем веку, који су карактерисале оштре зиме и кишна, хладна лета.
Неколико фактора заједно допринело је Великој глади,
- неспособност средњовековних влада да владају кризама,
- огроман пораст становништва и
- лоше време.

## Велика глад
У пролеће 1315. у великом делу Европе су пали неуобичајено велики пљускови. Током пролећа и лета наставило је кишити, а температуре су пале. Жито није могло да успе. Није било ни сламе, а ни крме за стоку. Цене хране су почеле расти. У Енглеској су цене хране расле дупло од пролећа до средине лета. Со је представљала једино средство да се сачува месо, али при влажном времену се ни со није могла лако добити испаравањем. У Лорени су цене нарасле 320 процената. Само су племићи могли да купе ограничене количине хране, која је била у продаји. Пошто је било много становништва окренули су се разном корењу, биљкама, травама, жировима, чешерима.
Глад је била толико велика да енглески краљ Едвард II 10. августа 1315. у једном насељу није могао да нађе хране за себе.
У пролеће 1316, киша је наставила да пљушти у Европи, остављајући становништво без резерви. Сви сегменти друштва су били погођени, али највише сељаци, који су чинили 95% становништва.
Да би се спасили убијали су стоку, која је служила за вучење плугова. Јели су семење, које је требало да посеје. Напуштали су децу, да би се сами прехранили (Ивица и Марица). Старији су добровољно одбијали храну, да би млађи преживели. Хроничари тога времена написали су о многим случајевима канибализма.
Глад је досегла врхунац 1317, јер се наставило са влажним временом. Коначно лето 1317. је било нормално. Дп тада људи су били ослабљени упалама плућа, бронхитисима, туберкулозом и другим болестима. Већину семена за садњу су појели, тако да се тек 1325. производња хране вратила на нормални ниво. Историчари процењују да је страдало од 10% до 25% становништва многих градова и насеља.

## Последице
Глад је названа велика глад, не само због броја људи, који су умрли од глади, или због великог географског простора, или времена трајања, него и због великих последица.
- Прве последице је осетила црква, јер се показало да молитве не помажу, па је то битно умањило ауторитет католичке цркве у Европи. То је поставило темеље за касније покрете, које је црква проглашавала јеретичким.
- Друга последица је пораст криминала. У средњовековној Европи силовања и убиства су била чешћа појава него у данашњим друштвима. Када је дошло до глади у криминал су кренули многи људи, који нису били склони томе. Кренули су путем криминала да би се нахранили. То је оставило последице након глади, па је било много више насиља. Изменио се и начин вођења рата. Дошло је до Стогодишњег рата.
- Трећа последица је била да је постало јасно да средњовековне владе не знају управљати кризама. Као што црква и молитва нису помагали, тако нису помагале ни земаљске власти, што је пољуљало њихову моћ и ауторитет.
- Велика глад је била прекретница, која је означила крај периода великог раста становништва, периода, који је започео око 1050. године.